# Barrage de Sennar
Le barrage de Sennar est un barrage près de la ville de Sennar au Soudan sur le Nil Bleu pour l'alimentation en eau du réseau d'irrigation de Gezira

## Histoire
Il a été entrepris en 1914 et achevé en 1925.

## Caractéristiques

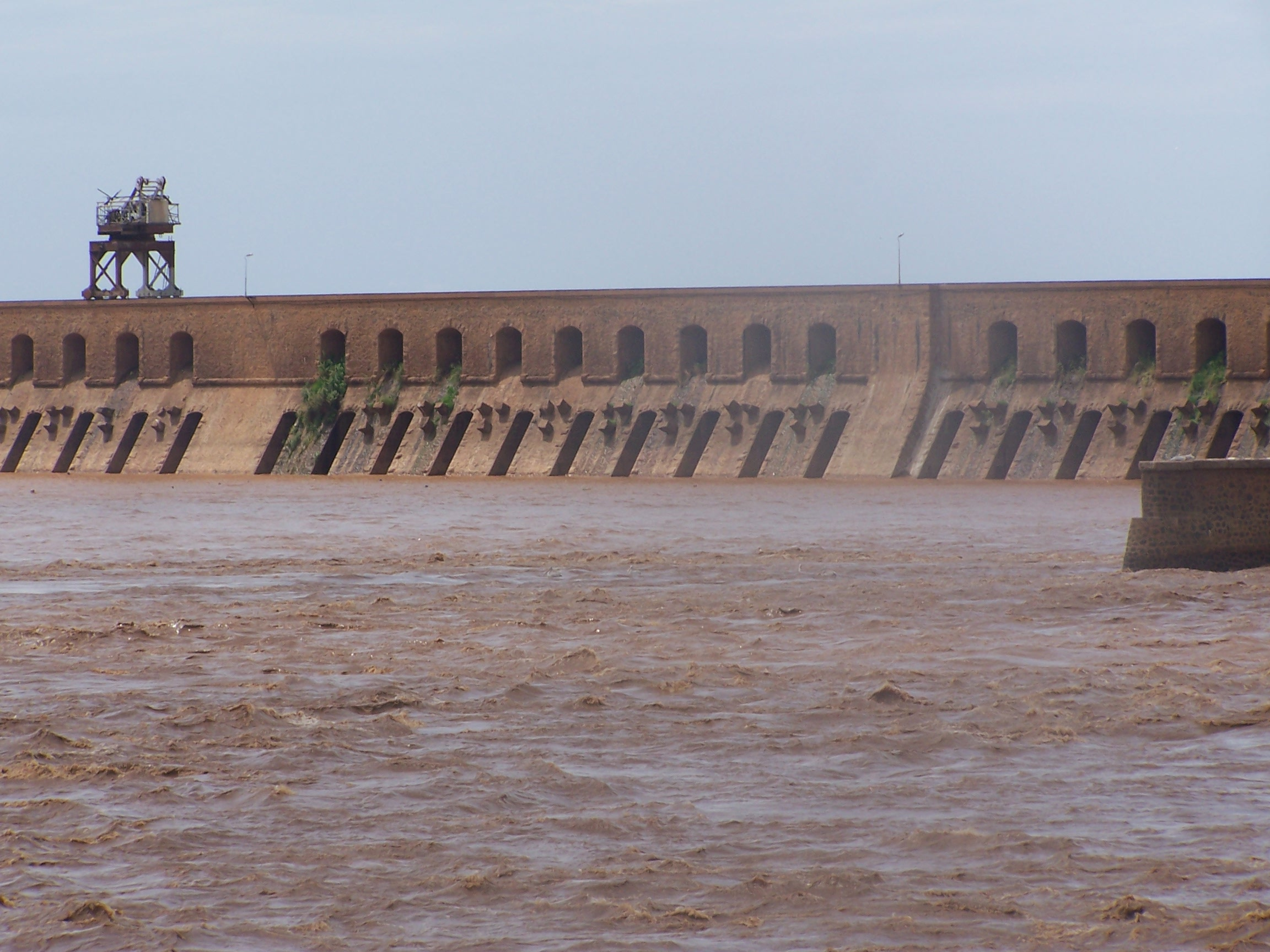

Sa hauteur est de 40 m.